# 자헤드
《자헤드 - 그들만의 전쟁》(Jarhead)는 미국에서 제작된 샘 멘데스 감독의 2005년 드라마, 전쟁 영화이다. 제이크 질렌할 등이 주연으로 출연하였고 루시 피셔 등이 제작에 참여하였다.

## 출연

### 주연
- 제이크 질렌할
- 피터 사스가드
- 루카스 블랙
- 브라이언 게라그티
- 제이콥 바가스
- 라즈 알론소
- 에반 존스
- 이반 펜요
- 크리스 쿠퍼
- 데니스 헤이스버트
- 스콧 맥도널드
- 제이미 폭스

### 조연
- 케빈 포스터
- 피터 게일
- 제이미 마츠
- 족코 심스

## 기타
- 원작자: 안소니 스워포드
- 공동제작: 핍파 해리스
- 미술: 데니스 가스너
- 세트: 낸시 헤이그
- 의상: 앨버트 울스키
- 의상: 알버트 울스키
- 배역: 데브라 제인